# Global Initiative for Asthma

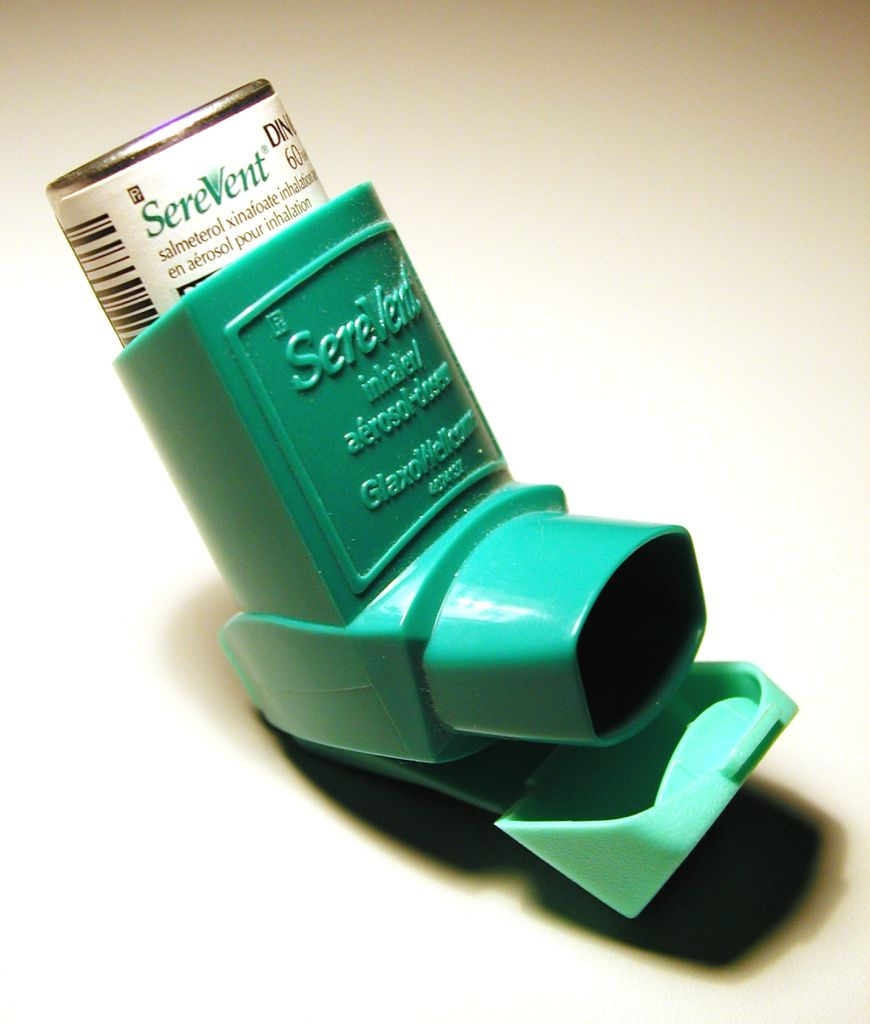
Bomba para a asma

A Global Initiative for Asthma (GINA) é uma organização médica que providencia linhas orientadoras, trabalhando com a saúde pública e profissionais de saúde, a nível global, a fim de diminuir a mortalidade provocada por asma.
É quem organiza do Dia Mundial da Asma.